# ماهی‌خورک سنگ لاجورد
ماهی‌خورک سنگ لاجورد (نام علمی: Todiramphus lazuli) نام یک گونه از زیرخانواده ماهی‌خورک درختی است.